# روز ماه

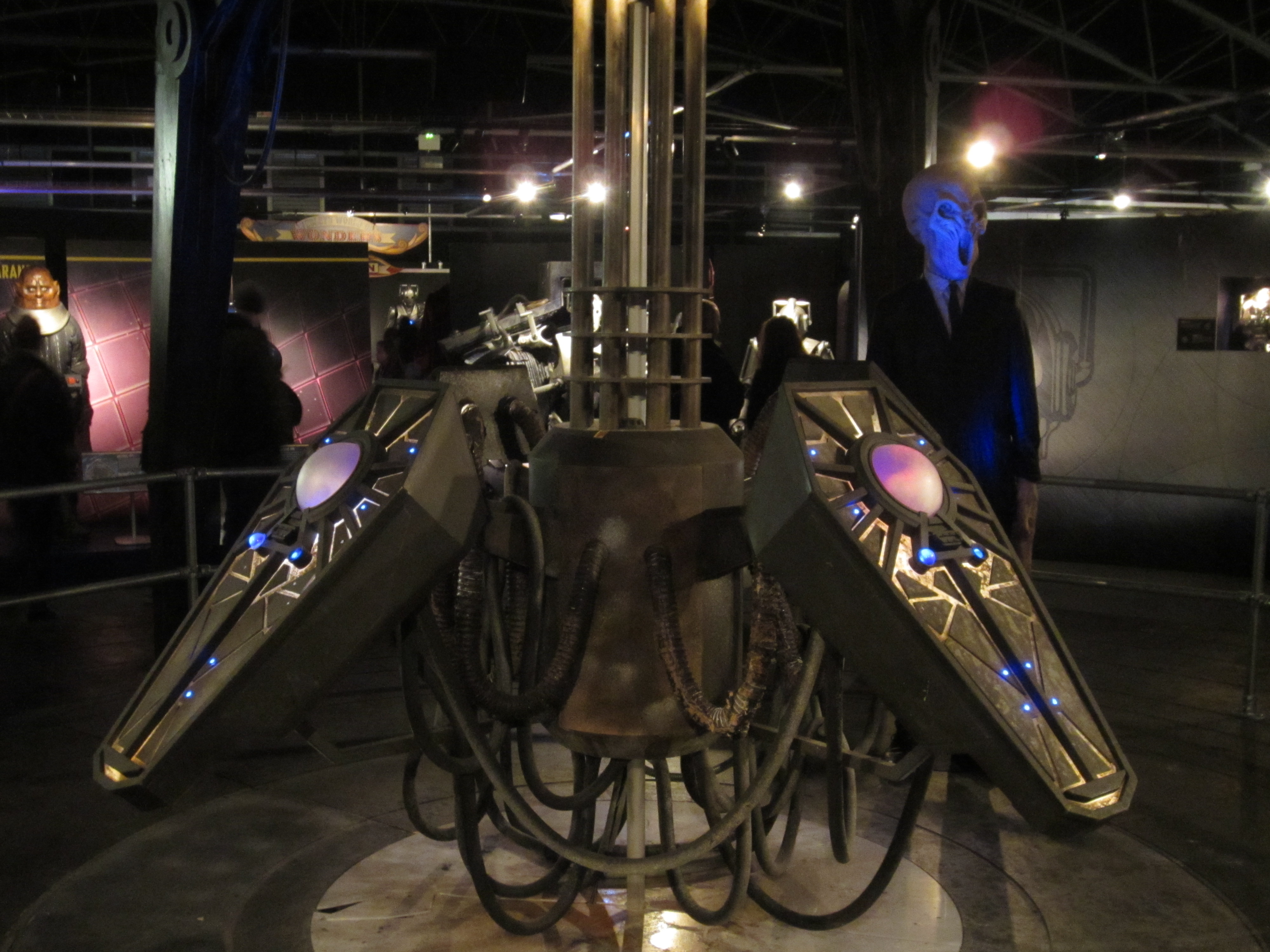
لباس ها و لوازم جانبی دکتر هو که در کاردیف نمایش داده شد

«روز ماه» (به انگلیسی: Day of the Moon) قسمت دوم از سری ششم مجموعه تلویزیونی علمی تخیلی بریتانیایی دکتر هو است. این اپیزود که توسط استیون موفات، دونده نمایش نوشته شده و توسط توبی هاینز کارگردانی شده‌است، برای اولین بار در ۳۰ آوریل ۲۰۱۱ از بی‌بی‌سی وان در بریتانیا و از بی‌بی‌سی آمریکا در ایالات متحده پخش شد. این قسمت دوم از یک داستان دو قسمتی است که با «فضانورد غیرممکن» در ۲۳ آوریل آغاز شد.
در سال ۱۹۶۹ آمریکا، مسافر بیگانه در زمان دکتر (مت اسمیت) به همراه همراهانش امی پاند (کارن گیلان) و روری ویلیامز (آرتور دارویل)، باستان‌شناس ریور سانگ (الکس کینگستون) و مأمور اف‌بی‌آی کانتون اورت دلاور سوم (مارک شپرد)، تلاش برای هدایت نسل بشر به سوی انقلابی علیه سکوت، یک نظم مذهبی از بیگانگان که پس از مواجهه با آنها نمی‌توان آنها را به خاطر آورد.
«فضانورد غیرممکن» و «روز ماه» به گونه‌ای طراحی شدند که بازکننده‌ای تاریک‌تر برای این مجموعه باشند و تا حدی در ایالات متحده فیلم‌برداری شدند، اولین بار برای این برنامه. موفات مشتاق بود منطقه ۵۱، فرود آپولو ۱۱ بر ماه و رئیس‌جمهور ریچارد نیکسون (با بازی استوارت میلیگان) را در طرح بگنجاند. آمار نهایی این قسمت در بریتانیا ۷٫۳ میلیون نفر بود. به‌طور کلی نقدهای مثبتی از منتقدان دریافت کرد، اگرچه بسیاری نگران تعداد سؤالاتی بودند که بی پاسخ مانده بودند.